# Resolució 631 del Consell de Seguretat de les Nacions Unides
La Resolució 631 del Consell de Seguretat de les Nacions Unides, aprovada per unanimitat el 8 de febrer de 1989 després de recordar les resolucions 598 (1987) i 618 (1988) i havent examinat un informe del Secretari General Javier Pérez de Cuéllar sobre el Grup d'Observadors Militars de les Nacions Unides per Iran i Iraq, el Consell va decidir:
(a) convocar tant Iran com Iraq per aplicar la Resolució 598;
(b) renovar el mandat del Grup d'Observadors Militars de les Nacions Unides per Iran i Iraq durant uns altres set mesos i vint-i-dos dies fins al 30 de setembre de 1989;
(c) demanar al Secretari General que informi sobre la situació i les mesures adoptades per aplicar la Resolució 598 al final d'aquest període.